# فرع رشيد
فرع رشيد هو أحد فرعي نهر النيل، في مصر السفلى، والحد الغربي للدلتا قبل أن يصب النهر في البحر الأبيض المتوسط. الفرع الثاني هو فرع دمياط. ومن المدن التي يمر بها فرع رشيد شبراخيت ورشيد ودسوق.

## المدن المطلة على فرع رشيد

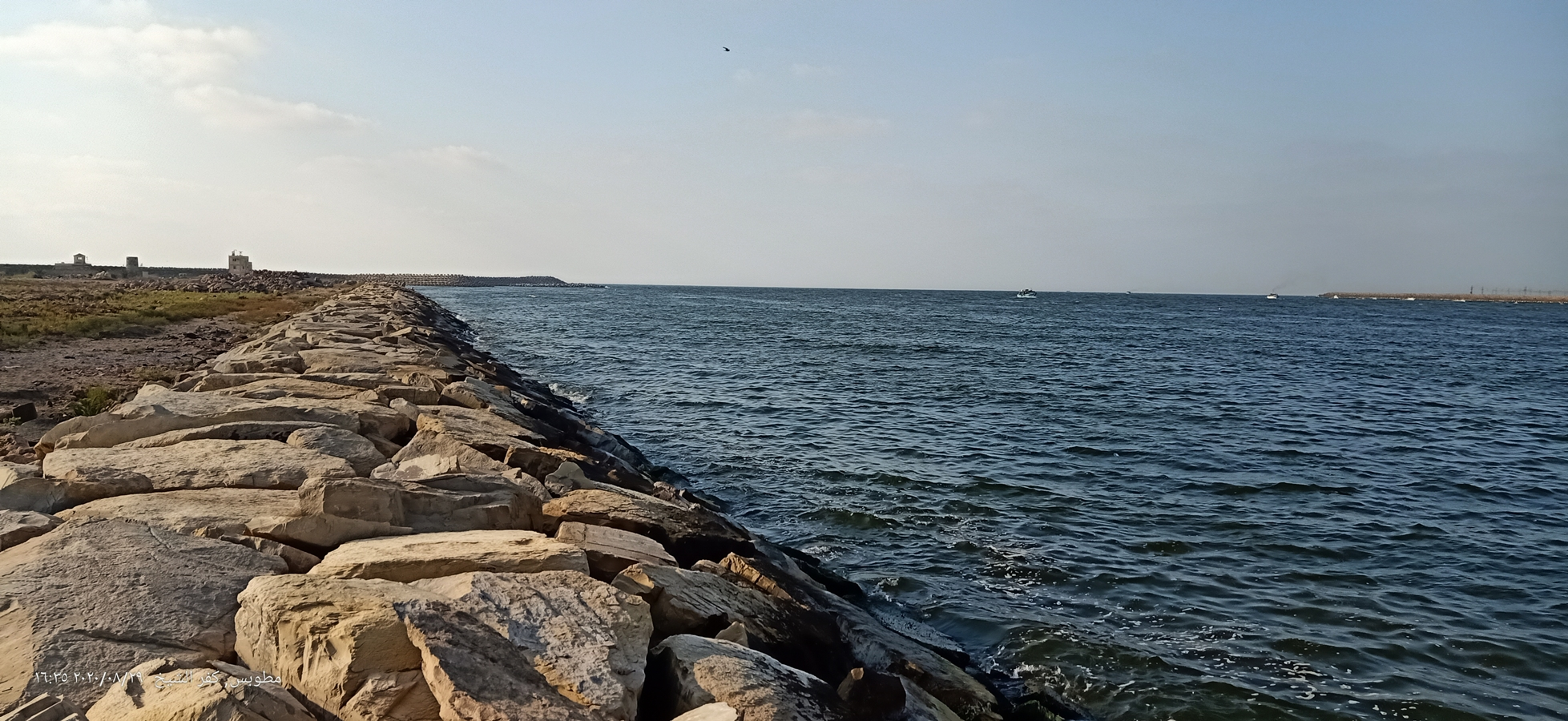
مصب فرع رشيد.

تطل ثماني مدن على فرع رشيد مباشرةً، نصف هذا العدد على الضفة الشرقية (مدينة بمحافظة الغربية وثلاث مدن بمحافظة كفر الشيخ)، والنصف الآخر على الضفة الغربية (جميعهم بمحافظة البحيرة).
الضفة الشرقية:
- كفر الزيات، محافظة الغربية.
- دسوق، محافظة كفر الشيخ.
- فوّه، محافظة كفر الشيخ.
- مطوبس، محافظة كفر الشيخ.

الضفة الغربية:
- شبراخيت، محافظة البحيرة.
- الرحمانية، محافظة البحيرة.
- المحمودية، محافظة البحيرة.
- رشيد، محافظة البحيرة.